# Thelotrema allosporoides
Thelotrema allosporoides är en lavart som beskrevs av Nyl. 1873. Thelotrema allosporoides ingår i släktet Thelotrema och familjen Thelotremataceae.   Inga underarter finns listade i Catalogue of Life.